# Kepler-444
Kepler-444 (HIP 94931) ist ein knapp 120 Lichtjahre von der Erde entfernter oranger Hauptreihenstern der Spektralklasse K0V im Sternbild Leier. Er ist etwas kühler als die Sonne und weist eine sehr geringere Metallizität von Fe/H = −0,55 auf. Er hat ein Planetensystem aus mindestens fünf Planeten und ist mit etwa 11,2 Milliarden Jahren außerordentlich alt. Es wird angenommen, dass die Planeten Gesteinsplaneten sind, die ihren Stern alle auf sehr engen Bahnen umkreisen (weniger als 10 Tage). Aktuell (Entdeckung im Januar 2015) besitzt der Stern das älteste bekannte System aus erdgroßen Planeten.